# مگراج
مگراج (به انگلیسی: Meghraj) یک منطقهٔ مسکونی در هند است که در بخش آراوالی واقع شده‌است. مگراج ۱۱٬۳۶۳ نفر جمعیت دارد و ۱۷۸ متر بالاتر از سطح دریا واقع شده‌است.